# Джонсбург (Міссурі)
Джонсбург (англ. Jonesburg) — місто (англ. city) в США, в окрузі Монтгомері штату Міссурі. Населення — 726 осіб (2020).

## Географія
Джонсбург розташований за координатами 38°51′15″ пн. ш. 91°18′21″ зх. д. / 38.85417° пн. ш. 91.30583° зх. д. (38.854117, -91.305698).  За даними Бюро перепису населення США в 2010 році місто мало площу 3,03 км², уся площа — суходіл. В 2017 році площа становила 3,64 км², уся площа — суходіл.

## Демографія
Згідно з переписом 2010 року, у місті мешкало 768 осіб у 281 домогосподарстві у складі 175 родин. Густота населення становила 253 особи/км².  Було 325 помешкань (107/км²).
Расовий склад населення:
| - 94,3 % — білих - 0,8 % — чорних або афроамериканців - 0,3 % — корінних американців - 0,1 % — азіатів - 1,2 % — осіб інших рас |

До двох чи більше рас належало 3,4 %. Частка іспаномовних становила 2,2 % від усіх жителів.
За віковим діапазоном населення розподілялося таким чином: 24,1 % — особи молодші 18 років, 50,6 % — особи у віці 18—64 років, 25,3 % — особи у віці 65 років та старші. Медіана віку мешканця становила 41,3 року. На 100 осіб жіночої статі у місті припадало 82,0 чоловіків;  на 100 жінок у віці від 18 років та старших — 77,7 чоловіків також старших 18 років.
Середній дохід на одне домашнє господарство  становив 42 942 долари США (медіана — 36 357), а середній дохід на одну сім'ю — 44 752 долари (медіана — 37 063). Медіана доходів становила 31 985 доларів для чоловіків та 26 250 доларів для жінок. За межею бідності перебувало 20,1 % осіб, у тому числі 27,9 % дітей у віці до 18 років та 5,3 % осіб у віці 65 років та старших.
Цивільне працевлаштоване населення становило 255 осіб. Основні галузі зайнятості: виробництво — 38,4 %, освіта, охорона здоров'я та соціальна допомога — 15,7 %, роздрібна торгівля — 13,3 %.